# Mr. Mister
Mr. Mister byla americká poprocková hudební skupina. Vznikla ve Phoenixu ve státě Arizona v roce 1982. Jejími členy byli zpěvák a baskytarista Richard Page, klávesista Steve George, kytarista Steve Farris a bubeník Pat Mastelotto. První album nazvané I Wear the Face kapele vydala v březnu 1984 společnost RCA Records. Nahrávka se umístila na 170. příčce hitparády Billboard 200. Druhá deska, Welcome to the Real World vydaná v listopadu 1985, byla úspěšnější – dostala se na první příčku. V září 1987 kapela vydala své třetí album Go On… a roku 1989 jí opustil Farris. Následně skupina jako trio s hostujícími kytaristy nahrála ještě jedno album, avšak ještě v roce 1990 se rozpadla. Album nakonec vyšlo až v roce 2010 pod názvem Pull.